# Marvin Angulo
Marvin Angulo (* 30. September 1986) ist ein costa-ricanischer Fußballspieler.

## Karriere
Angulo spielte rund drei Jahre beim CS Herediano, bevor er nach Melbourne Victory verliehen wurde.